# The Blade and Petal
The Blade and Petal (en hangul, 칼과 꽃; romanización revisada, Kalgwa kkot), conocida también en español como La espada y la flor, es una serie de televisión histórica surcoreana emitida durante 2013 sobre dos amantes cuyas vidas son controladas en medio de una batalla épica por sus padres enemigos que codician el poder político durante Goguryeo, uno de los tres reinos de Corea.
Está protagonizada por Kim Ok Bin, recordada anteriormente por su papel en el largometraje Thirst, y por Uhm Tae Woong, en Queen Seondeok. Fue transmitida en su país de origen por KBS 2TV desde el 3 de julio hasta el 5 de septiembre de 2013, con una extensión de 20 episodios emitidos los miércoles y los jueves a las 22:00 (KST).

## Argumento
Comenzando en el año 642, el general militar Yeon Gae So Moon quiere ir a la guerra con la dinastía Tang, pero el pacifista rey Young Ryu opta por la diplomacia además de la estabilidad nacional, en su batalla de voluntades, el consejo del palacio se divide entre los "halcones" y las "palomas". Yeong Ryu tiene dos hijos, la princesa So Hee y el príncipe heredero de la corona Hwan Kwon. El rey está particularmente orgulloso de su hija mayor So Hee porque es inteligente, asertiva y una excelente espadachina, que respeta su opinión durante sus frecuentes discusiones acerca de asuntos de estado y política. A pesar de ser el heredero, el más joven y frágil Hwan Kwon reconoce que no es particularmente adecuado para gobernar, y prefiere leer tranquilamente sus libros en su habitación; sin embargo, los dos hermanos comparten una estrecha relación.
Mientras tanto, con la esperanza de una audiencia con su padre, Yeon Choong —hijo ilegítimo de Yeon Gaesomun— nacido de una madre esclava, llega a la capital. Mientras que en el camino, el príncipe de la corona y la princesa son atacados en su carro; Yeon Gaesomun y sus aliados habían contratado asesinos para fingir un ataque de Tang, ya que esto podría ser motivo de guerra. Al observar esto desde un tejado, el enmascarado Choong usa su arco y flecha para matar al asesino sobreviviente, para evitar implicar a su padre en el problema. Poco después, Choong y So Hee se encuentran en el mercado y se enamoran a primera vista.
Después de que su padre lo rechaza, Choong decide hacer algo con su vida y se convierte en un miembro de la guardia real, con So Hee ignorante de quien es el padre de él. Cuando se frustra otro intento de asesinato, Choong es reconocido por el sobrino del rey Jang como el arquero enmascarado, y él es condenado a muerte. Yeon Gae So Moon se alimenta de las ambiciones de Jang y juntos conspiran para salvar a Choong de ser ejecutado, sin el conocimiento de la triste So Hee, que cree que ha muerto. Pero Choong no puede resistirse a revelarse a sí mismo ante ella, y se vuelven a reunir.
Ante el temor de que el poder y la influencia del general se están superando rápidamente, Yeong Ryu da órdenes desde el trono a Yeon Gae So Moon para supervisar la construcción de la muralla defensiva Cheolli Jangseong en una provincia remota, lo que efectivamente significó el exilio para él. Como venganza, Yeon Gae So Moon y sus cercanos planean una revuelta, que se produjo debido a un error por la intervención de Choong, pero el príncipe de la corona queda gravemente herido después de que se cae de un caballo envenenado. El rey declara inesperadamente So Hee como su sucesora al trono, acabando con las esperanzas de Jang y lo que le hace cambiar, finalmente es su lealtad a Yeon Gae So Moon.
El rey solicita a Geum Hwa Dan que es un grupo secreto de guerreros destinados a proteger a la familia real y los ciudadanos en tiempos de revuelta y la guerra, que investiguen. Pero tienen dificultades para encontrar evidencia que vincule a Yeon Gae So Moon con la fallida rebelión. Al no ver otra solución por su estancamiento ideológico que está causando malestar político, Yeong Ryu decide tomar al general y a sus compañeros traidores asesinados. Pero Yeon Gae So Moon tienen sus propios planes cuidadosamente trazados en su lugar y advierte a Choong que elija correctamente a un lado de su familia. Él le dice a Choong que cortaría la cabeza de la princesa para probar su lealtad, y ordena a un soldado que mate a Choong si actúa en contra de ellos. El enormemente conflictivo pero incapaz de traicionar a su padre Choong está de acuerdo para unirse a la conspiración, pero solo porque está planeando en secreto salvar a So Hee de lo que está por venir.
Por lo tanto, Yeon Gae So Moon, sus aliados y tropas entran en el palacio, con el propósito de dar un sangriento golpe de Estado. El ejército real deja el poder bajo las órdenes de Jang y la masacre se extiende a los ministros de la corte y restantes soldados leales. Así, el hermano de So Hee, el príncipe es asesinado en frente de sus ojos.
El Geum Hwa Dan insta al rey para que escape, pero él se mantiene firme en el trono, frente a sus enemigos con dignidad, porque cree que está haciendo lo mejor para Goguryeo, Yeon Gae So Moon asesina sangrientamente al rey Yeong Ryu con su espada. Una vez que Choong es visto allí, la devastada So Hee asume que él era parte de la conspiración, sin darse cuenta de que Choong arriesgó su vida luchando propios soldados de su padre para protegerla.
Yeon Gae So Moon dispone a Jang como el nuevo rey Bo Jang. Pero no es más que un rey títere y Yeon Gae So Moon se convierte en el Dae Magniji (Gran primer ministro), o gobernante de facto y dictador de Goguryeo. Creyendo que So Hee había muerto en el golpe, Choong invierte su postura anterior y se une a la causa de Yeon Gae So Moon con el fin de obtener poder, castigándose el mismo, si al menos no hubiera sido impotente, podría haber sido capaz de salvarla. Pero So Hee está viva, y se oculta en el Geum Hwa Dan, además de cambiarse el nombre por sí misma por Moo Young —que significa sin sombra porque ya no existe en el mundo—, jurando vengar la muerte de su familia.

## Reparto

### Principal
- Kim Ok-bin como Princesa Moo Young / So Hee.
- Uhm Tae-woong como Yeon Choong.
  - Chae Sang Woo como Yeon Choong (joven).
- Kim Young-chul como Rey Young Ryu.
- Choi Min-soo como Yeon Gae So Moon.[5]
- Ohn Joo-wan como Jang (Rey Bojang).

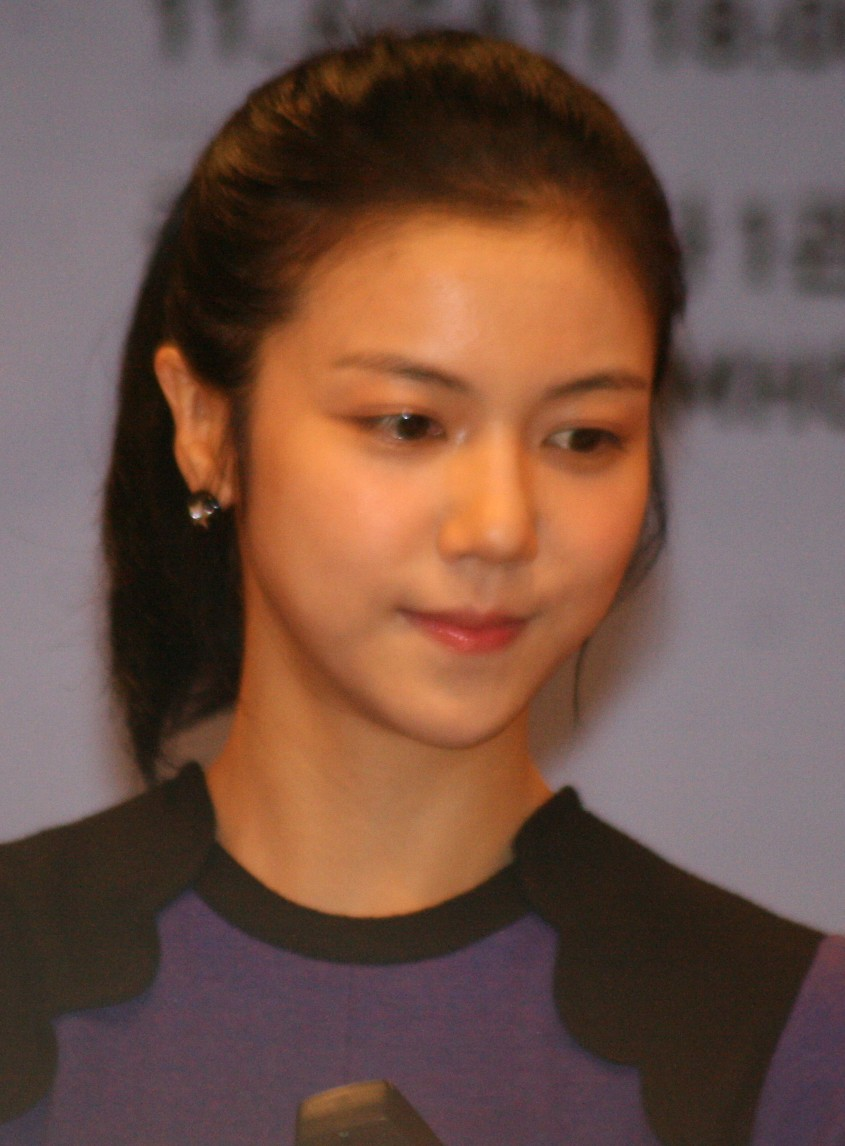
Kim Ok Bin, que interpreta a la princesa Moo Young (Soo Hee) en la serie.

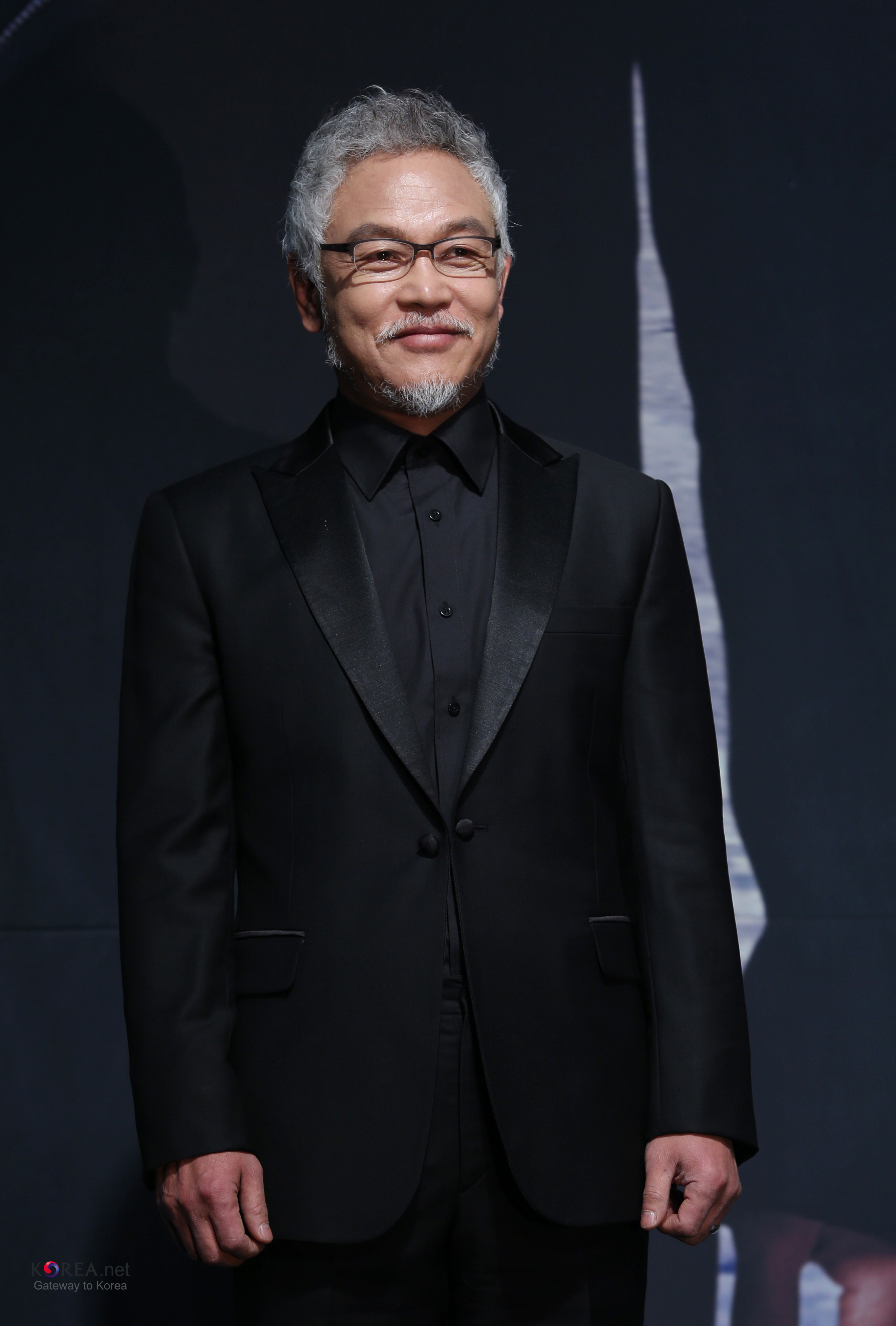
Kim Young Chul que interpreta al destronado Rey Young Ryu.

- Lee Jung Shin como Shi Woo.
- Park Soo Jin como Moo Sul.

### Secundario
Gente de Geum Hwa Dan
- Kim Sang-ho como So Sa-beon.
- Jo Jae Yoon como Boo Chi.
- Yoo Seung-mok como Seol-young
- Yoo Jae-myung como Kil-boo.
- Hyun Seung Min como Cho Yi.
- Kim Hyo Sun como Young Hae.
- Yoon So-hee como Nang-ka.[6]
- Hye Jung como Dal Ki.
- Kwak Jung Wook como Chi Woon.

Facción del Rey Young Ryu
- Lee Tae-ri como Príncipe heredero Hwangwon. - (salió en los créditos como Lee Min Ho)
- Lee Dae Ro como Sun Hoe Young.
- Jun Jin Ki como Sun Do Hae.
- Kim Joo Young como Hae Tae Soo.
- Jun Hyun como Tae Kyung.

Facción de Yeon Gae So Moon
- Goo Won como Ho Tae.
- Ahn Dae Yong como Yeon Jung Ro.
- Lee Dae Yeon como Do Soo.
- Park Yoo Seung como On Sa Moon.

Nobles (neutrales)
- Joo Jin Mo como Yang Moon.
- Hyun Chul Ho como Yang Jin Wook.

Gente de Jo Wui Boo
- Park Soo Jin como Mo Seol.
- Lee Won-jong como Jang-po.

### Otros
- Moon Hyuk como Jin Goo.
- Bang Hyung Joo como Choon Myung.
- No Min Woo como Yeon Nam Saeng.
- Lee Yi Kyung como Tae Pyung.
- Kim Dong Suk como Ji Kwan.
- Shin Hoo como Young Boo.
- Park Joo Hyung como Asesino.
- Tae In Ho como Moon Soo.

## Recepción

### Audiencia
En azul la audiencia más baja y en rojo la más alta, correspondientes a las empresas medidoras TNms y AGB Nielsen.
| Ep. #    | Fecha de estreno        | Cuota de pantalla | Cuota de pantalla | Cuota de pantalla | Cuota de pantalla |
| Ep. #    | Fecha de estreno        | TNmS Ratings      | TNmS Ratings      | AGB Nielsen       | AGB Nielsen       |
| Ep. #    | Fecha de estreno        | Nacional          | Seúl              | Nacional          | Seúl              |
| -------- | ----------------------- | ----------------- | ----------------- | ----------------- | ----------------- |
| 1        | 3 de julio de 2013      | 7.0 %             | 7.0 %             | 6.7 %             | 6.9 %             |
| 2        | 4 de julio de 2013      | 5.5 %             | 5.8 %             | 6.4 %             | 6.6 %             |
| 3        | 10 de julio de 2013     | 4.3 %             | 5.3 %             | 5.4 %             | 5.1 %             |
| 4        | 11 de julio de 2013     | 4.3 %             | 4.7 %             | 5.3 %             | 4.9 %             |
| 5        | 17 de julio de 2013     | 5.0 %             | 5.2 %             | 4.5 %             | 4.9 %             |
| 6        | 18 de julio de 2013     | 4.1 %             | 5.0 %             | 5.8 %             | 5.4 %             |
| 7        | 24 de julio de 2013     | 3.8 %             | 4.3 %             | 5.6 %             | 5.1 %             |
| 8        | 25 de julio de 2013     | 4.2 %             | 4.9 %             | 5.8 %             | 5.6 %             |
| 9        | 31 de julio de 2013     | 5.1 %             | 6.1 %             | 5.5 %             | 5.2 %             |
| 10       | 1 de agosto de 2013     | 4.7 %             | 4.7 %             | 5.0 %             | 5.0 %             |
| 11       | 7 de agosto de 2013     | 5.1 %             | 4.9 %             | 6.3 %             | 6.4 %             |
| 12       | 8 de agosto de 2013     | 4.7 %             | 5.5 %             | 6.5 %             | 6.3 %             |
| 13       | 14 de agosto de 2013    | 4.9 %             | 5.8 %             | 6.4 %             | 6.1 %             |
| 14       | 15 de agosto de 2013    | 4.1 %             | 4.4 %             | 4.6 %             | 4.4 %             |
| 15       | 21 de agosto de 2013    | 4.4 %             | 4.7 %             | 5.7 %             | 5.4 %             |
| 16       | 22 de agosto de 2013    | 3.9 %             | 4.7 %             | 4.5 %             | 4.7 %             |
| 17       | 28 de agosto de 2013    | 3.3 %             | 3.4 %             | 5.0 %             | 4.7 %             |
| 18       | 29 de agosto de 2013    | 4.0 %             | 4.3 %             | 5.4 %             | 5.1 %             |
| 19       | 4 de septiembre de 2013 | 3.0 %             | 3.6 %             | 5.0 %             | 4.7 %             |
| 20       | 5 de septiembre de 2013 | 3.2 %             | 3.4 %             | 5.3 %             | 5.5 %             |
| Promedio | Promedio                | 4.4 %             | 4.9 %             | 5.5 %             | 6.0 %             |

## Emisión internacional
- Hong Kong: Drama Channel (2016).
- Japón: KNTV (2013) y BS-TBS (2016).[10][11]
- Myanmar: MRTV-4 (2014).
- Tailandia: PPTV HD (2014).[12]